# أوبريلفكين
أوبريلفكين( Oprelvekin )، الذي يباع تحت الإسم التجاري Neumega ، هو دواء يستخدم لمنع انخفاض عدد الصفائح الدموية بسبب العلاج الكيميائي.  و يعطى عن طريق الحقن تحت الجلد.  فتبدأ التأثيرات بعد حوالي 7 أيام و تستمر لمدة 7 أيام تقريبًا بعد آخر جرعة. 
تشمل الآثار الجانبية الشائعة لهذا العقار على: التورم و سرعة ضربات القلب و ضيق التنفس و احمرار العينين.  الآثار الجانبية الأخرى قد تشمل الحساسية المفرطة ، و فشل القلب ، و الرجفان الأذيني أيضا.  وهو شكل مؤتلف من الإنترلوكين 11 (IL-11) الذي يحفز في المقام الأول إنتاج الصفائح الدموية. 
تمت الموافقة على استخدامه طبيًا في الولايات المتحدة في عام 1997.  حيث فيها تبلغ التكلفة حوالي 470 دولارًا أمريكيًا لكل قارورة 5 ملغ اعتبارًا من عام 2021.  وهي متاحة في كندا عبر برنامج وصول خاص. 